# Григорій Петрович Шаховськой
Григо́рій Петро́вич Шахо́вськой (згад. в 1587–1612) — князь, боярин, політичний і військовий авантюрист початку XVII ст.

## До самозванців
У 1587 році повернувся з польського полону. На початку XVII ст. служив на незначних військових постах в південних фортецях Московії. Воєвода в Тулі в 1596 році, воєвода сторожового полку в Крапівнє в 1596, в Новомонастирському острозі (Чернігівська область) в 1597, в Новосілі в 1601 році воєвода передового полку, в Бєлгороді в 1603 році перший воєвода.

## На службі самозванцям
Висунувся в перші ряди політичних діячів в Смутний час після того, як його батько — князь Петро Михайлович Шаховськой — перейшов на сторону самозванця Лжедмитрія I. Разом з Лжедмитрієм прибув до Москви.
Після вбивства самозванця (при цареві Василю IV Івановичу Шуйському) Шаховськой був призначений воєводою в Путивлі, де підняв бунт, перерісший в повстання Івана Болотнікова. 5 червня 1607 року в битві з військами Шуйського на річці Восмі бунтівники були розбиті і, з армією Ілейки Муромця втекли до Калуги, а потім, на початку 1607 року перебралися до Тули, але незабаром, під натиском царських військ, вимушені були здатися. Після узяття Тули військами царя був засланий на Кубенське озеро в Спасо-кам'яний монастир.
В кінці 1608 року, після взяття північних московських міст польсько-московськими загонами Лжедмитрія II звільнився з монастиря і отримав боярство в Боярській думі Лжедмитрія II, в якій зайняв одне з провідних місць. В армії Лжедмитрія II отримав начальство над московитами в загоні польського воєводи Зборовського, був розбитий князем Скопіним-Шуйським, після чого втік з Лжедмитрієм II до Калуги.
Після смерті самозванця, приєднався в 1611 році до ополчення козаків. Пізніше в 1612 році намагався посварити ополчення князів Пожарського і Трубецького. У ополченні вносив смуту, спонукаючи бійців на грабунок міст, які звільнялися від поляків.